# Magdalena Sibylla de Neidschutz

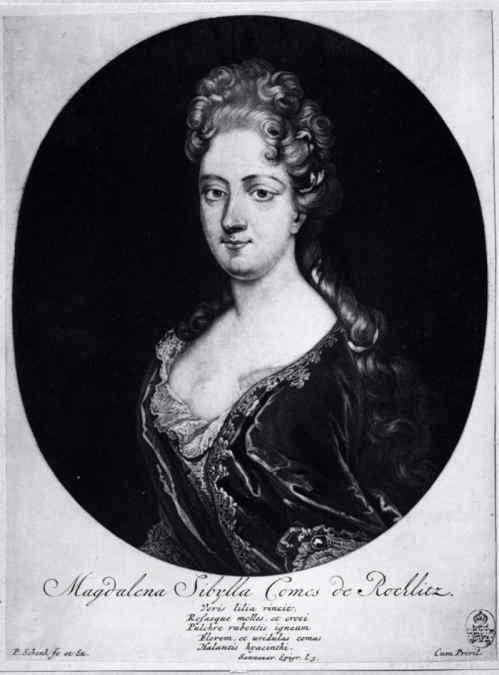
Magdalena Sibylla de Neidschutz

Magdalena Sibylla de Neidschutz (8 februarie 1675 – 14 aprilie 1694), mai târziu Contesă de Rochlitz, a fost o nobilă germană și metresă a lui Johann George al IV-lea, Elector de Saxonia. A fost prima metresă oficială (Favoritin) a vreunui Elector de Saxonia.
Magdalena Sibylla, numită "Billa", a fost fiica Ursulei Margarethe de Haugwitz, care a fost la un moment dat metresa Electorului Johann George al III-lea. Din ordinul Electorului, Ursula s-a căsătorit cu colonelul Rudolf de Neidschutz, care oficial apare drept tatăl Sibyllei, deși au existat zvonuri că Billa ar fi fost de fapt copilul lui Johann George. Dacă acest lucru a fost adevărat, ar fi făcut din Billa sora vitregă a iubitului ei, Johann George al IV-lea. 
Billa a devenit metresa lui Johann George al IV-lea la sfârșitul anului 1691. Forțat de mama sa, Johann George s-a căsătorit în aprilie 1692, în încerarea acesteia de a întrerupe aventura fiului ei. Imediat ce el și-a asumat funcția de Elector, a trăit în mod deschis cu Billa iar ea a devenit prima metresă oficială în istoria Electoratului de Saxonia. Johann George și-a abandonat soția în reședința oficială și s-a mutat cu Billa în alt palat.
La 20 februarie 1693, împăratul Leopold I i-a acordat titlul Reichsgräfin von Rochlitz. Billa a avut o fiică nelegitimă cu Johann George al IV-lea:
- Wilhelmina Maria Frederica de Rochlitz (1693 – după 1729): soția contelui Piotr Dunin.

A murit la Dresda de variolă, în brațele iubitului ei, care l-a rândului lui a fost infectat și a murit 23 de zile mai târziu.